# Ahmed Laghrissi
Ahmed Laghrissi (parfois orthographié Ahmed Gharissi) est un maître potier et céramiste marocain né en 1962 à Safi. Il est reconnu pour sa contribution majeure à la transmission et au renouveau de la céramique marocaine, qu’il défend comme un art vivant, ancré dans la tradition et ouvert à la modernité.

## Biographie
Issu d’une famille de potiers sur la Colline des Potiers à Safi, Ahmed Laghrissi apprend très tôt l’art de la céramique auprès de son père, Abdelkader Laghrissi (1926–1995), élève du maître Boujemâa Lamali, fondateur de la première école de céramique au Maroc en 1920. Il commence à travailler l’argile dès l’âge de 9 ans, en parallèle de sa scolarité.
Passionné de dessin et de sculpture, il complète sa formation par un stage en France avec le céramiste Jean Thomas, qui lui offre une ouverture internationale. Il hérite du savoir-faire familial et développe un style personnel, en constante évolution, fondé sur la réinterprétation contemporaine de l’esthétique traditionnelle.
Il défend une philosophie de « tradition réinventée », alliant techniques héritées (formes amazighes, calligraphie arabe, glaçures anciennes) à une démarche créative et contemporaine. Il travaille parfois avec des émaux transmis par son père, utilisant des formules oubliées pour faire renaître des couleurs et des effets disparus. Il a également collaboré avec des artistes et créateurs internationaux, notamment dans le cadre d’ateliers en France.

## Œuvre et style
Ahmed Laghrissi puise son inspiration dans les formes marocaines classiques, les motifs amazighs et la calligraphie arabe. Il utilise des glaçures anciennes transmises par son père, des pigments naturels et des formes décoratives qui allient tradition et innovation.
Il défend une approche néo-traditionnelle de la poterie :
« Même s’il y a intervention du design pour innover, le charme de la touche ancestrale reste préservé. »
Il répète souvent que ce qui séduit les collectionneurs et amateurs d’art à l’étranger, c’est ce qui est authentiquement marocain. Il refuse de reproduire des styles européens ou des thèmes importés, et affirme que l’avenir de la poterie marocaine passe par le respect profond de ses racines.

## Témoignage personnel
Dans une interview diffusée en 2023 sur la radio Medi1, il confie :
« La poterie n’est pas juste un métier : c’est une manière d’exister, un langage transmis par les mains. »
Il y évoque aussi la dureté du métier, le manque de reconnaissance des artisans, et appelle à plus de soutien institutionnel.

## Expositions et reconnaissance

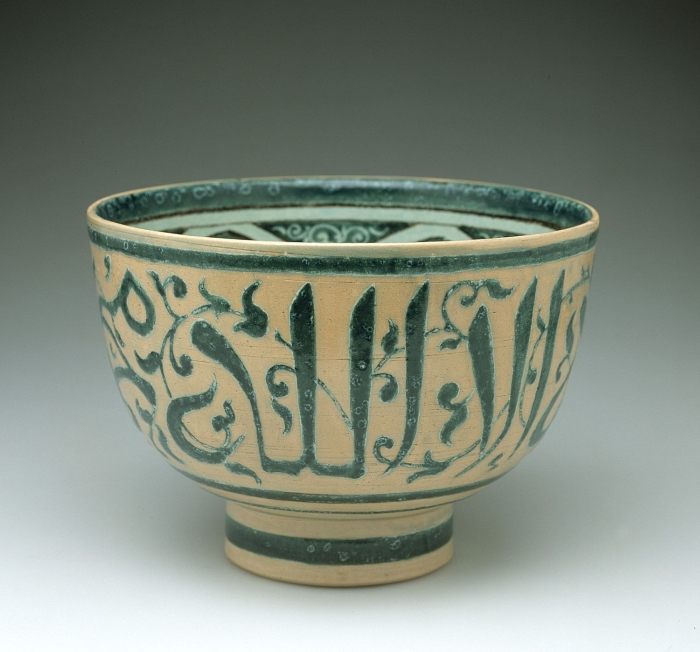
Une œuvre d’Ahmed Laghrissi exposée au Tropenmuseum d’Amsterdam.

Ahmed Laghrissi a participé à plusieurs expositions majeures :
- Biennale de Carouge (Suisse), 1992
- Institut français de Rabat, 1997
- Foire internationale d’Alger, 2004
- Exposition en Corée du Sud
- Musée national de la céramique de Safi
- Tropenmuseum d’Amsterdam (Pays-Bas), 2003

En 2003, trois de ses pièces sont acquises par le Tropenmuseum, dont une grande assiette avec calligraphie islamique.
Il est lauréat des trophées de la céramique de Safi en 2007 et 2008. L'édition 2008 a été dédiée à la mémoire de son père, Abdelkader Laghrissi.

## Réalisations récentes
En 2022, il crée une grande assiette murale exposée publiquement lors de la candidature de Safi au patrimoine immatériel de l’UNESCO.
En 2022 il supervise la réalisation du plus grand vase en poterie du Maroc, mesurant près de 4 mètres, installé à l’entrée de la ville de Safi. Cette œuvre collective a été conçue avec le soutien du Centre de formation professionnelle et les autorités locales, afin de mettre en valeur le patrimoine potier de la ville,,.

## Engagement et transmission
Ahmed Laghrissi consacre une partie de son temps à former les jeunes artisans de Safi. Il milite pour la reconnaissance du statut des artisans marocains et la préservation du patrimoine immatériel.
Il a également été coach et jury dans une émission de découverte de talents marocains chez les artisans.
En 2020, Barid Al-Maghrib émet des timbres commémoratifs pour les 100 ans de la première école de céramique du Maroc, en hommage à Boujemâa Lamali et aux héritiers comme la famille Laghrissi,.